# خط اوکستد
خط اوکستد (به انگلیسی: Oxted Line) یکی از خطوط راه‌آهن در کشور انگلستان است.
این خط از شهر لندن بورو آف کرویدون شروع شده و در شهر اوکفیلد به پایان می‌رسد.